# Historic Environment Scotland
Historic Environment Scotland (HES, gael. Àrainneachd Eachdraidheil Alba) – wykonawcza, nienaależna jednostka publiczna odpowiedzialna za badanie, ochronę i promowanie dziedzictwa historycznego Szkocji. Agencja została utworzona w 2015 roku w wyniku połączenia agencji rządowej Historic Scotland oraz Royal Commission on the Ancient and Historical Monuments of Scotland (RCAHMS), co stanowiło odpowiedź na potrzebę zintegrowanego zarządzania dziedzictwem kulturowym. HES zarządza ponad 300 nieruchomościami o znaczeniu narodowym, w tym zamkiem w Edynburgu czy Skara Brae.

## Struktura prawna i status
HES działa jako niezależna agencja pozarządowa o statusie charytatywnym, nadzorowana przez radę powierniczą mianowaną przez szkockich ministrów.